# Dodson (Texas)
Dodson es un pueblo ubicado en el condado de Collingsworth en el estado estadounidense de Texas. En el Censo de 2010 tenía una población de 109 habitantes y una densidad poblacional de 68,99 personas por km².

## Geografía
Dodson se encuentra ubicado en las coordenadas 34°45′55″N 100°1′14″O / 34.76528, -100.02056. Según la Oficina del Censo de los Estados Unidos, Dodson tiene una superficie total de 1.58 km², de la cual 1.58 km² corresponden a tierra firme y (0%) 0 km² es agua.

## Demografía
Según el censo de 2010, había 109 personas residiendo en Dodson. La densidad de población era de 68,99 hab./km². De los 109 habitantes, Dodson estaba compuesto por el 61.47% blancos, el 0% eran afroamericanos, el 1.83% eran amerindios, el 0% eran asiáticos, el 0% eran isleños del Pacífico, el 32.11% eran de otras razas y el 4.59% pertenecían a dos o más razas. Del total de la población el 48.62% eran hispanos o latinos de cualquier raza.